# Serixia assamana
Serixia assamana är en skalbaggsart som beskrevs av Stefan von Breuning 1967. Serixia assamana ingår i släktet Serixia och familjen långhorningar. Inga underarter finns listade i Catalogue of Life.